# LL(k)-Grammatik
Dieser Artikel setzt Vorkenntnisse im Bereich Theoretische Informatik und Compilerbau voraus.
Eine LL(k)-Grammatik (im Gegensatz zu LF(k)-Grammatik auch schwache LL(k)-Grammatik) ist eine spezielle kontextfreie Grammatik, welche die Grundlage eines LL(k)-Parsers bildet.
Eine kontextfreie Grammatik heißt LL(k)-Grammatik für eine natürliche Zahl k, wenn jeder Ableitungsschritt eindeutig durch die nächsten k Symbole der Eingabe (Lookahead) bestimmt ist. Das bedeutet, die Frage, welches Nichtterminalsymbol mit welcher Regel als Nächstes expandiert werden soll, kann eindeutig mit Hilfe der nächsten k Symbole der Eingabe bestimmt werden.
Generell gilt, je größer k gewählt wird, umso mächtiger wird die Sprachklasse, wobei die Ausdrucksstärke von kontextfreien Grammatiken nie erreicht wird. Damit gibt es kontextfreie Sprachen, die für kein k von einer LL(k)-Grammatik erzeugt werden.
{\displaystyle {\mathcal {L}}(\mathrm {LL} (1))\subsetneq {\mathcal {L}}(\mathrm {LL} (2))\subsetneq \dots \subsetneq {\mathcal {L}}(\mathrm {LL} (k))\subsetneq {\mathcal {L}}(\mathrm {LR} (1))={\mathcal {L}}(\mathrm {DPDA} )}
Dabei steht DPDA für die deterministischen Kellerautomaten. Diese können genau die deterministisch kontextfreien Sprachen erkennen.

## Formale Definition LL(k)-Grammatik
Eine kontextfreie Grammatik {\displaystyle G=(N,\Sigma ,P,S)} ist genau dann eine LL(k)-Grammatik, wenn für alle Linksableitungen der Form
{\displaystyle S\Rightarrow _{l}^{*}wA\gamma \Rightarrow _{l}\left\{{\begin{array}{l}w\alpha \gamma \Rightarrow _{l}^{*}wx\\w\beta \gamma \Rightarrow _{l}^{*}wy\end{array}}\right.}
mit {\displaystyle \quad (w,x,y\in \Sigma ^{*};\alpha ,\beta ,\gamma \in (N\cup \Sigma )^{*};A\in N)} und {\displaystyle {\mathit {first}}_{k}(x)={\mathit {first}}_{k}(y)^{\,}} gilt: {\displaystyle \alpha =\beta ^{\,}}
Für die in der Definition benutzte Funktion zur Bestimmung der FIRST-Mengen gilt:
| {\displaystyle a\in \Sigma ^{*};\|a\|\leq k}                   | {\displaystyle {\mathit {first}}_{k}\left(a\right)=\{a\}}                                                                            |
| {\displaystyle a\in \Sigma ^{*};\|a\|>k}                       | {\displaystyle {\mathit {first}}_{k}(a)=\{v\in \Sigma ^{*}\mid a=vw;\|v\|=k\}}                                                       |
| {\displaystyle A\in (N\cup \Sigma )^{*}\backslash \Sigma ^{*}} | {\displaystyle {\mathit {first}}_{k}(A)=\{v\in \Sigma ^{*}\mid A\Rightarrow ^{*}w;w\in \Sigma ^{*};{\mathit {first}}_{k}(w)=\{v\}\}} |

## Anwendung
Aktuelle LL-Parser benutzen meist nur einen Lookahead von 1. Daher kann in den folgenden Ausführungen {\displaystyle k=1} gesetzt werden.
Bei der praktischen Anwendung ist nur mit großem Aufwand überprüfbar, ob die vorliegende Grammatik die Definition einer LL(k)-Grammatik erfüllt. Es wird stattdessen ein abgewandelter Ansatz benutzt.
Eine kontextfreie Grammatik ist genau dann eine LL(k)-Grammatik, wenn für alle Nichtterminalsymbole {\displaystyle A}, für alle Produktionen
{\displaystyle A\to \beta } und {\displaystyle A\to \gamma } mit {\displaystyle \beta \neq \gamma } und {\displaystyle S\Rightarrow _{l}^{*}wA\alpha } gilt: {\displaystyle first_{k}(\beta \alpha )\cap first_{k}(\gamma \alpha )=\emptyset }.
{\displaystyle (w\in \Sigma ^{*};\alpha ,\beta ,\gamma \in (N\cup \Sigma )^{*};A\in N)}
Erklärung: Das Startsymbol der kontextfreien Grammatik {\displaystyle S} wurde (in eventuell mehreren Schritten) nach {\displaystyle wA^{\,}\alpha } expandiert. Gemäß der Linksableitung wird das Nichtterminalsymbol {\displaystyle A} als Nächstes ersetzt. Dazu gibt es in der kontextfreien Grammatik aber zwei verschiedene Regeln; {\displaystyle A\to \beta } und {\displaystyle A\to \gamma }. Die Frage, mit welcher Regel {\displaystyle A} expandiert wird, bestimmt sich aus der Berechnung von {\displaystyle first_{k}\left(\beta \alpha \right)} und {\displaystyle first_{k}\left(\gamma \alpha \right)}. Um die Frage eindeutig beantworten zu können, müssen beide Mengen disjunkt sein.
Im Allgemeinen hängt {\displaystyle first_{k}\left(\beta \alpha \right)} aber vom Rechtskontext {\displaystyle \alpha } ab (wenn {\displaystyle \beta \Rightarrow ^{*}\epsilon }). Das Ziel ist die Bestimmung von {\displaystyle first_{k}\left(\beta \alpha \right)} nur aus den Produktionen, d. h. aus {\displaystyle \beta } und aus den Strings, die einem Vorkommen von {\displaystyle A} folgen können. Für diesen Zweck wird die Funktion {\displaystyle follow_{k}\left(A\right)} definiert, die die Menge aller {\displaystyle A} folgenden Symbole berechnet.
{\displaystyle \forall \beta \in (N\cup \Sigma )^{*}:follow_{k}(\beta )=\{w\in \Sigma ^{*}\mid \exists \alpha ,\gamma \in (N\cup \Sigma )^{*}{\mbox{ mit }}S\Rightarrow _{l}^{*}\alpha \beta \gamma {\mbox{ und }}w\in first_{k}(\gamma )\}}
Damit kann die eingangs geforderte Bedingung umformuliert werden:
Eine reduzierte kontextfreie Grammatik ist genau dann eine LL(1)-Grammatik, wenn für alle Nichtterminalsymbole {\displaystyle A} und für alle Produktionen {\displaystyle A\to \beta } und {\displaystyle A\to \gamma } mit {\displaystyle \beta \neq \gamma } gilt: {\displaystyle first_{1}(\{\beta \}follow_{1}(A))\cap first_{1}(\{\gamma \}follow_{1}(A))=\emptyset .}
Achtung: Dieser Satz kann auf Fälle {\displaystyle k>1} nicht angewandt werden.
Die zu einer Produktion {\displaystyle A\to \beta } berechnete Menge {\displaystyle la(A,\beta )=first_{1}\left(\{\beta \}follow_{1}(A)\right)} wird als Lookahead-Menge bezeichnet.

## Beispiel
Für die folgende Grammatik {\displaystyle G} wird geprüft, ob sie eine LL(1)-Grammatik ist. Dazu müssen die Lookahead-Mengen aller Produktionen mit gleichen linken Regelseiten disjunkt sein.
{\displaystyle G=\left(\{E,E',T,T',F\},\{a,(,),+,*\},P,E\right)} und die Menge der Produktionen ist:
{\displaystyle E\to TE'}
{\displaystyle E'\to +TE'|\epsilon }
{\displaystyle T\to FT'}
{\displaystyle T'\to *FT'|\epsilon }
{\displaystyle F\to (E)|a}
Zunächst werden die first- bzw. follow-Mengen der Nichtterminalsymbole bestimmt, da diese für die Berechnung der Lookahead-Mengen nötig sind.
|                            | E                                   | E'                                         | T                                     | T'                                         | F                                       |
| {\displaystyle first_{1}}  | {\displaystyle \left\{(,a\right\}}  | {\displaystyle \left\{+,\epsilon \right\}} | {\displaystyle \left\{(,a\right\}}    | {\displaystyle \left\{*,\epsilon \right\}} | {\displaystyle \left\{(,a\right\}}      |
| {\displaystyle follow_{1}} | {\displaystyle \left\{\$,)\right\}} | {\displaystyle \left\{\$,)\right\}}        | {\displaystyle \left\{+,\$,)\right\}} | {\displaystyle \left\{+,\$,)\right\}}      | {\displaystyle \left\{*,+,\$,)\right\}} |

Es folgt der Vergleich der Lookahead-Mengen für alle Produktionen mit gleichen linken Regelseiten.
Als erstes für die beiden Produktionen {\displaystyle +TE'} und {\displaystyle \epsilon } von {\displaystyle E'\to +TE'|\epsilon }
{\displaystyle first_{1}(\{+TE'\})\cap first_{1}(\{\epsilon \})=\{+\}\cap \{\epsilon \}=\emptyset }
{\displaystyle first_{1}(\{+TE'\})\cap follow_{1}(E')=\{+\}\cap \{\$,)\}=\emptyset }
Als Nächstes für die beiden Produktionen {\displaystyle *FT'} und {\displaystyle \epsilon } von {\displaystyle T'\to *FT'|\epsilon }
{\displaystyle first_{1}(\{*FT'\})\cap first_{1}(\{\epsilon \})=\{*\}\cap \{\epsilon \}=\emptyset }
{\displaystyle first_{1}(\{*FT'\})\cap follow_{1}(T')=\{*\}\cap \{+,\$,)\}=\emptyset }
Als letztes für die beiden Produktionen {\displaystyle (E)} und {\displaystyle a} von {\displaystyle F\to (E)|a}
{\displaystyle first_{1}(\{(E)\})\cap first_{1}(\{a\})=\{(\}\cap \{a\}=\emptyset }
Da alle betrachteten Schnittmengen leer sind, handelt es sich bei der Grammatik {\displaystyle G} um eine LL(1)-Grammatik.